# Dugaldia
Dugaldia là một chi thực vật có hoa trong họ Cúc (Asteraceae).

## Loài
Chi Dugaldia gồm các loài: